# Ruiz Cortines Número Uno
Ruiz Cortines Número Uno är en ort i Mexiko.   Den ligger i kommunen Sinaloa och delstaten Sinaloa, i den västra delen av landet, 1 200 km nordväst om huvudstaden Mexico City. Ruiz Cortines Número Uno ligger 26 meter över havet och antalet invånare är 577.
Terrängen runt Ruiz Cortines Número Uno är mycket platt. Runt Ruiz Cortines Número Uno är det ganska tätbefolkat, med 100 invånare per kvadratkilometer. Närmaste större samhälle är Adolfo Ruíz Cortínes, 5,3 km väster om Ruiz Cortines Número Uno. Trakten runt Ruiz Cortines Número Uno består till största delen av jordbruksmark.